# Anders Grönwall (läkare)
Anders Johan Troed Grönwall, född 10 juni 1912 i Stockholm, död 14 april 1989, var en svensk läkare, som var verksam som medicinsk kemist, läkemedelsforskare och sjukhusdirektör.
Grönwall blev 1941 medicine licentiat och medicine doktor vid Lunds universitet med doktorsavhandlingen Om globuliners löslighet vid närvaro av lättlösliga zwitterjoner jämte ett bidrag till frågan om globuliners löslighet i system innehållande starka elektrolyter och samma år docent i medicinsk och fysiologisk kemi vid Lunds universitet.
Han var därefter verksam en tid vid biokemiska institutionen vid Uppsala universitet, där nobelpristagaren Arne Tiselius var professor. Under denna tid samarbetade han med kemisten Björn Ingelman som studerade polysackariden dextran. Ingelman och Grönwall upptäckte att dextran kunde användas i blodersättningsmedel istället för blodplasma, och med tanke på det pågående andra världskriget bedömdes detta som ett mycket intressant användningsområde. Läkemedelsbolaget Pharmacia kontaktades 1943 och bolagets verkställande direktör Elis Göth blev mycket intresserad av resultaten. Fyra år senare introducerade Pharmacia produkten Macrodex, som var en dextranlösning.
1944 blev Grönwall klinisk laborator vid Akademiska sjukhuset, och var 1944-1974 överläkare vid kliniskt kemiska centrallaboratoriet vid sjukhuset. Han blev 1948 laborator i klinisk kemi vid Uppsala universitet, och 1956 professor i detta ämne.
Grönwall blev 1949 styresman vid sjukhuset och 1977 sjukhusdirektör, och satt på dessa befattningar under en tid då sjukhuset genomgick omfattande utbyggnad.